# Toaplan
Toaplan est une entreprise japonaise créée en 1984 qui exerce son activité dans le développement du jeu vidéo et qui a fermé en 1994. Toaplan est connu pour ses jeux d'arcade novateurs pour l'époque, principalement des shoot them up comme Tiger Heli (en), Twin Cobra, Out Zone ou encore Batsugun. Cette société l'était également pour Zero Wing , pour sa mauvaise traduction engrish qui deviendra plus tard un mème internet.

Première version du logo de Toaplan apparu sur un jeu vidéo (Hellfire)

Combinaison des deux logos, utilisé sur les derniers jeux Toaplan

## Description
Toaplan signifie  « East Asia Ambition » ou « East Asia Project » (traduction : « Ambition de l'Asie de l'Est » ou « Projet de l'Asie de l'Est »). L'entreprise Toaplan est née sur les cendres de plusieurs entreprises. Orca était une petite entreprise du jeu vidéo qui fit rapidement faillite. Pendant près de six mois, les développeurs purent continuer à travailler alors que l'entreprise était fermée. L'équipe de développement forme alors l'entreprise Clax et développe un seul jeu appelé Gyrodine (en), en 1984 sous licence Taito. Ce shoot them up vertical est considéré comme l'origine de Toaplan. L'entreprise fait faillite à cause de difficultés financières.
Le chef-programmeur et le designer de chez Orca, ainsi que le créateur de Gyrodine créent par la suite l'entreprise nommée Toa-Kikaku (qui signifie Toa Planning). Les développeurs de Crux rejoignent alors Toa-Kikaku. L'entreprise commence à travailler dans le domaine de l'arcade avec des activités comme l'installation, la maintenance et l'édition de jeu d'arcade. Puis, les trois fondateurs créent une section de développement de jeu vidéo qu'ils renomment Toaplan.
Le premier jeu connu, estampillé Toaplan, a été vendu à SNK : Mahjong King (Jong-Ou au Japon) en 1984. Toaplan commence à développer des jeux, notamment pour Taito, avec des jeux comme Tiger Heli (en), Get Star (en), Mahjong Sisters (en) et Slap Fight. En 1987, après avoir beaucoup travaillé avec Taito (une collaboration de près de deux ans), Toaplan développe ses propres jeux, sur ses propres systèmes d'arcade, le Toaplan Unique, le Toaplan Slapfight, le Toaplan Twin Cobra, le Toaplan Version 1, le Toaplan Version 2,,.
Toaplan créé à partir de 1991 beaucoup de jeux de grande qualité comme Batsugun, Dogyūn (en) sur système Toaplan (également utilisé par la société Raizing). Alors que Toaplan planche sur Snow Bros. 2: With New Elves / Otenki Paradise (en) en 1994, l'entreprise fait faillite.
À la fermeture de Toaplan, une partie des employés rejoint plusieurs entreprises :
- Raizing, connue pour ses shoot'em up comme Battle Garegga ;
- Takumi, qui développera quelques suites de licences Toaplan comme Kyukyoku Tiger II (Twin Cobra II (en)) et quelques célèbres shoot'em up comme GigaWing et Mars Matrix: Hyper Solid Shooting.

D'autres créent :
- Cave, fondée par l'ancien chef-designer d'Orca Kenichi Takano, et célèbre pour ses shoot'em up dans la lignée de Batsugun ;
- Gazelle, fondé par plusieurs ex-Toaplan (Tatsuya Uemura, Junya Inoue, Mikio Yamaguchi, Kaneyo Oohira, et Yoshitatsu Sakai) développeur du shoot’em up Air Gallet et du beat them up Pretty Soldier Sailor Moon.

## Développeurs
Les développeurs ayant travaillé pour Toaplan :
- Kenichi Takano
- Tsuneki Ikeda
- Tatsuya Uemura
- Naoki Ogiwara
- Toshiaki Tomizawa
- Satoshi Kouyama
- Mikio Yamaguchi
- Junya Inoue
- Akira Wakabayashi
- Masahiro Yuge
- Konichi Tomura
- Saori Hiratsuka

## Liste des jeux
- Mahjong King / joug Ou (1984)
- Mahjong Mania / Jong Kyou (1985)
- Tiger Heli (en) (1985)
- Get Star (en) / Guardian (1986)
- Slap Fight / Alcon (1986)
- Mahjong Sisters (en) (1986)
- Flying Shark / Hisou Zame / Sky Shark (en) (1987)
- Wardner / Pyros / Wardner No Mori (1987)
- Twin Cobra / Kyukyoku Tiger (1987)
- Rally Bike / Dash Yarou (en) (1988)
- Truxton / Tatsujin (1988)
- Hellfire (1989)
- Twin Hawk / Daisen Pu (1989)
- Zero Wing (1989)
- Demon's World / Horror Story (en) (1989)
- Fire Shark / Same! Same! Same! 1989)
- Out Zone (1990)
- Snow Bros (1990)
- Vimana (jeu vidéo) (en) (1991)
- Pipi & Bibi's / Whoopee! (en) (1992)
- Teki Paki (en) (1992)
- Ghox (en) (1992)
- Dogyūn (en) (1992)
- Truxton II / Tatsujin Oh (en) (1992)
- Fix Eight (en) (1992)
- Grind Stormer / V-5 (1993)
- Knuckle Bash (en) (1993)
- Modèle:Enma Daiō (1993)
- Batsugun (1993)
- Snow Bros. 2: With New Elves / Otenki Paradise (en) (1993)
- Power Kick (1993)
- Teki Paki 2 (1993)
- Genkai Chōsen Distopia (jamais sorti)
- Survival Battle Dynamic Trial 7 (jamais sorti)